# Königgrätzer Marsch
„Königgrätzer Marsch“ (česky Královéhradecký pochod) je vojenský pochod, který složil pruský vojenský hudebník Johann Gottfried Piefke.
Pochod vznikl po vítězství pruských vojsk nad Rakušany v bitvě u Hradce Králové 3. července 1866. Piefke prý udělal první záznam o pochodu na bojišti sám.
Tento pochod patří mezi nejznámější německé vojenské pochody současnosti a často se hraje při oficiálních příležitostech, v Rakousku je však ze zjevných důvodů slyšet dodnes velmi zřídka, protože je to spojeno s rakouským vojenským neúspěchem.
Skladbu si velmi oblíbil i Adolf Hitler a často se hrála během jeho veřejných vystoupení a Norimberských sjezdech NSDAP.
Dodnes je velmi populární v mnoha zemích světa. Pochod byl uveden např. ve filmu Indiana Jones a poslední křížová výprava.